# Détrompez-vous
Pour plus de détails, voir Fiche technique et Distribution.
Détrompez-vous est un film français réalisé par Bruno Dega et Jeanne Le Guillou, sorti en 2007.

## Synopsis
Lisa et Thomas sont amants. Ils se donnent des rendez-vous dans des hôtels et ont, jusqu'ici, réussi à ne pas éveiller les soupçons de leurs conjoints respectifs, Lionel et Carole.
Un beau jour, Carole se rend chez un nouveau gynécologue (la sienne est en congé maternité !) et tombe sur Lionel, dont elle avait fait la connaissance peu avant à la sortie de l'école, leurs enfants étant dans la même classe. Un détail leur met alors la puce à l'oreille : ils ont le même stylo décoré, venu de Séville, qui leur avait été offert par leur mari et femme. Ils finissent par se rendre compte que Lisa et Thomas étaient au même endroit au même moment.
Lionel et Carole suivent chacun leur conjoint et découvrent leur liaison. Ils vont alors œuvrer chacun de leur côté pour séparer les deux amants...

## Fiche technique
- Titre original : Détrompez-vous
- Réalisation : Bruno Dega et Jeanne Le Guillou
- Scénario : Bruno Dega et Jeanne Le Guillou
- Décors : Jacqueline Bouchard
- Montage : Valérie Deseine
- Supervision musicale : Valérie Lindon. Musique additionnelle : C'est si bon d'Henri Betti (1947).
- Production : Philippe Godeau, Nathalie Gastaldo
- Société de production : Pan-Européenne, TF1 Films Production et Studiocanal
- Société de distribution : Wild Bunch Distribution
- Pays d'origine :  France
- Format : couleur - 1.85 : 1 / 35mm
- Genre : comédie
- Durée : 88 minutes
- Date de sortie : 24 octobre 2007

## Distribution
- Mathilde Seigner : Lisa
- François Cluzet : Lionel
- Alice Taglioni : Carole
- Roschdy Zem : Thomas
- Talina Boyaci : Zoé
- Titouan Laporte : Eliot
- Florence Foresti : Brigitte
- Artus de Penguern : François
- Macha Béranger : Madame Olga
- Philippe Lefebvre : Damien
- Laurent Olmedo : Manuel
- Lionnel Astier : l'entraîneur de rugby
- Elizabeth Macocco : Madame Lambert-Charpentier
- Martine Gautier : la maîtresse nouvelle école
- Carine Koeppel : l'hôtesse comptoir
- Céline Poncet : l'hôtesse avion
- Laura Schiffman : la serveuse paillote
- Armel Beurier : le serveur hôtel luxe
- Jean-Jacques Albert : le réceptionniste hôtel
- Jeanne Le Guillou : la maîtresse
- Bruno Dega : le laborantin
- Christophe Véricel : le déménageur
- Sylvie Fourrier : Muriel
- Jean-Philippe Goron : commentateur match de foot

## Réception critique
Pour Christophe Carrière de L'Express, « tout est fabriqué, signifié, prévisible. Ce n'est plus un film, c'est un produit manufacturé. La production marchande typique, sans autre odeur que celle de la bonne affaire. »